# Il giovane Rajah
Il giovane Rajah (The Young Rajah) è un film muto del 1922 diretto da Phil Rosen e interpretato da Rodolfo Valentino. Tra gli altri interpreti, Charles Ogle, Fanny Midgley, George Periolat, Bertram Grassby, Josef Swickard, Wanda Hawley.
La storia è tratta dal romanzo Amos Judd di John Ames Mitchell e dal lavoro teatrale dal medesimo titolo di Alethea Luce (col nome di Althea Luce).
Il film viene ricordato per i costumi che Natacha Rambova disegnò per il marito Rodolfo Valentino.
Considerato per lungo tempo un film perduto, Il giovane Rajah è stato restaurato nel 2005.

## Trama
Dopo 15 anni, Joshua Judd confessa al figlio adottivo, Amos, che il suo vero padre era un maharajah indiano detronizzato da Ali Khan e che da piccolo era stato salvato dal generale Devi Das Gadi che lo aveva portato negli Stati Uniti, affidandolo a Judd, fratello di un mercante grande amico dell'ultimo rajah. Amos frequenta Harvard. Là, egli attira l'odio di Austin Slade Jr., il quale viene battuto durante una gara per entrare nella squadra di canottaggio. Durante la festa per una vittoria contro gli arci-rivali di Yale, Slade, preso dalla gelosia, chiama Amos "giallo" e gli versa un drink addosso. Il fatto scatena una rissa. Slade usa una sedia come arma, ma Amos la evita, facendo cadere Slade giù da una finestra, verso la morte. Amos è scagionato da ogni accusa, ma la notizia sul giornale attira l'attenzione di Amhad Beg, il Primo Ministro di Ali Khan.

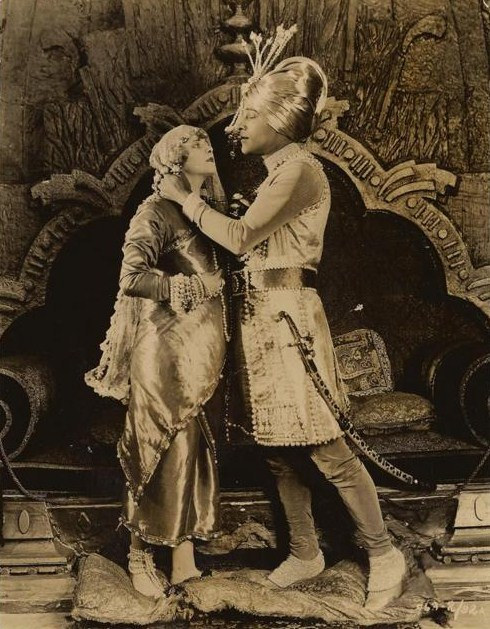
Wanda Hawley e Rodolfo Valentino in una scena del film

Quell'estate, durante un party ospitato dal suo caro amico Stephen Van Kovert, Amos viene attratto da una delle invitate, Molly Cabot. Per caso, Molly e la sua famiglia decidono di andare in vacanza nella città natale di Amos. I due cominciano a conoscersi meglio e Amos supera l'iniziale antipatia che Molly provava nei suoi confronti. Comunque, Molly racconta che suo padre non le darebbe mai il permesso di sposare un uomo che non fosse della "sua gente", anche se lei lo ama molto. Invece lei acconsente a sposare il suo corteggiatore Horace Bennett, che era stato un grande amico di Slade. Bennet dice ad Amos di star lontano dalla sua futura moglie, ma quando lo chiama assassino, Amos lo induce a scusarsi. Quando se ne va, Amos viene colpito in testa da un sasso lanciato da Bennett. Vedendo ciò, Molly corre verso Amos e rompe il suo fidanzamento con Bennett. La coppia felice decide di sposarsi presto, ma Amos ha una visione che gli fa vedere il suo omicidio il giorno prima delle nozze. Aveva già avuto visioni in precedenza, tutte dimostratesi vere, anche se provava ad evitarle. Si suppone che la sua famiglia discenda dal Principe Arjuna; il dio Krishna aveva regalato a lui e a tutti i suoi discendenti il dono della profezia. Quando egli rivela ciò al futuro suocero (che aveva già assistito all'accuratezza delle visioni di Amos), quest'ultimo gli suggerisce di chiudersi nel sanatorio di un amico per quel giorno. Amos lo fa, ma Amhad Beg e i suoi uomini lo trovano e lo rapiscono. Mentre stanno per ucciderlo, Amos viene salvato dal mistico Narada, che aveva visto nel futuro i suoi inseguitori. Narada convince Amos a rinunciare alla propria felicità e tornare in India per rovesciare il tiranno. Quando Amos è festeggiato dalla sua gente e dai rivoluzionari, Ali Khan si suicida. Il nuovo Maharajah di Dharmagar si conforta con la sua ultima visione, che mostra il suo matrimonio con Molly.

## Produzione
La scrittrice June Mathis fu affascinata dall'idea di coniugare l'America moderna alla cultura esotica di un'India attraversata dal misticismo. Era stato grazie alla Mathis se Valentino era diventato una star, quando era stato scelto per interpretare I quattro cavalieri dell'Apocalisse, così l'attore decise di interpretare il film nonostante le riserve dei dirigenti della Famous Players. Anche Rambova era attratta dalla possibilità di disegnare i costumi esotici che avrebbe dovuto indossare il marito.

## Distribuzione
Il film fu distribuito dalla Paramount Pictures, uscendo nelle sale cinematografiche statunitensi il 12 novembre 1922 e in quelle italiane nel 1925.

### Critica

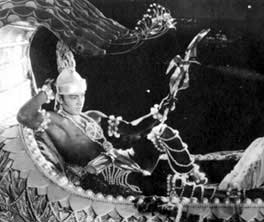
Rodolfo Valentino, giovane Rajah vestito da Natacha Rambova

Il giovane Rajah fu uno dei film di Valentino maggiormente commerciale e criticamente di scarso successo. Il film è infatti ricordato oggi per i costumi suggestivi ed elaborati, che erano stati disegnati dalla moglie di Valentino Natacha Rambova. Le fotografie di Valentino che indossa questi abiti, alcuni dei quali lasciano poco all'immaginazione, circolano ancora oggi in tutto il mondo.

### Versione restaurata
Per la maggior parte del XX secolo, Il giovane Rajah fu considerato un film perduto. Invece, nel 2005 la Turner Classic Movies annunciò che avrebbe finanziato il restauro di quello che era rimasto del film, e il canale trasmise il risultato nel maggio 2006. Il film fu montato da alcune foto e da clips di scarsa qualità, con  l'aggiunta di schermi di titoli per colmare i buchi nella trama. Il risultato è un film muto fluido e senza intoppi, composto principalmente da foto con immagini in movimento occasionali.